# IC 668
IC 668 је спирална галаксија у сазвјежђу Лав која се налази на листи објеката дубоког неба у Индекс каталогу.
Деклинација објекта је + 15° 2' 28" а ректасцензија 11h 6m 39,4s. Привидна величина (магнитуда) објекта IC 668 износи 14,6 а фотографска магнитуда 15,4. IC 668 је још познат и под ознакама MCG 3-28-59, CGCG 95-112, PGC 33613.